# Ꙗ
A iotizada (Ꙗ ꙗ) es una letra del alfabeto cirílico arcaico. La moderna letra ya (Я) es realmente una mezcla de dos letras cirílicas. Una es la A iotizada (Ꙗ, ꙗ), ligadura de la I decimal y la A, similar a otras letras iotizadas como Yu (Ю, ю) y Ye (Ѥ, ѥ). La otra es la Jus pequeña (Ѧ, ѧ). En el antiguo eslavo oriental (incluyendo al Ruso), la distinción fonética entre IA ([ja]) y Ѧ (una vocal nasal /ɛ̃/ en el antiguo eslavo eclesiástico) se perdió, por lo que en muchos textos eslavos occidentales que usaban la cursiva cirílica (Skoropis), una variante de Ѧ sin la pata del medio (Ꙙ, ꙙ) era usada para [ja].
Cuando Pedro I introdujo su "escritura civil" en 1708, adaptó esta forma cursiva de Ѧ al estilo romano del alfabeto Latino de Europa oriental, que resultó en una forma reversa de la R.
Por eso esta nueva "Я" no tiene contra parte en los alfabetos glagolítico, Griego o Latino, ningún valor numérico, y ningún otro nombre más que "Ya".

## Codificación informática
En Unicode ocupa las posiciones U+A656 y U+A657.
| Carácter      | Ꙗ                                  | Ꙗ                                  | ꙗ                                | ꙗ                                |
| ------------- | ---------------------------------- | ---------------------------------- | -------------------------------- | -------------------------------- |
| Unicode       | CYRILLIC CAPITAL LETTER IOTIFIED A | CYRILLIC CAPITAL LETTER IOTIFIED A | CYRILLIC SMALL LETTER IOTIFIED A | CYRILLIC SMALL LETTER IOTIFIED A |
| Codificación  | decimal                            | hex                                | decimal                          | hex                              |
| Unicode       | 42582                              | U+A656                             | 42583                            | U+A657                           |
| UTF-8         | 234 153 150                        | EA 99 96                           | 234 153 151                      | EA 99 97                         |
| Ref. numérica | &#42582;                           | &#xA656;                           | &#42583;                         | &#xA657;                         |